# Окулярник сейшельський
Окулярник сейшельський (Zosterops semiflavus) — вимерлий вид горобцеподібних птахів родини окулярникових (Zosteropidae). Був ендеміком Сейшельських Островів.

## Опис
Птах досягав довжини 10 см, довжина крила становила 5,8-6,3 см, довжина хвоста становила 3,8 см, довжина дзьоба становила 1,1-1,2 см. Забарвлення птаха було зеленувато-жовте з каштановими боками і характерними білими кільцями навколо очей. Лоб і смуги над очима були жовтими, тім'я і спинабули  жовтувато-оливковими, крила і хвіст були темними, нижня частина тіла була жовтуватою.

## Поширення і вимирання
Сейшельські окулярники були ендеміками острова Мері-Анн. Імовірно, вони мали азійське походження. Через знищення природного середовища вони вимерли в період між 1870 и 1900 роками. Останній птах був спійманий 11 квітня 1892 року. Під час експедиції 1940 року жодного птаху не було знайдено.